# SMCHD1
O gene SMCHD1 fornece instruções para tornar a proteína de manutenção estrutural do domínio de dobradiça flexível dos cromossomos contendo 1, uma proteína envolvida na regulação da atividade gênica, alterando a estrutura do DNA. A proteína SMCHD1 está associada à metilação do DNA, que é a adição de grupos metila às moléculas de DNA. A proteína SMCHD1 influencia a expressão gênica, regulando a dobragem do cromossomo X inativo em sua conformação única, o que impede a expressão de seus genes. SMCHD1 responsável por manter os genes no modo "adormecido".

## Descobertas clínicas
A estrutura da porção da proteína SMCHD1 que é crucial para sua função em 'desligar' os genes. Mutações herdadas nesta parte do SMCHD1 foram associadas a um distúrbio do desenvolvimento e a uma forma de distrofia muscular.  Verificou-se que dezenas de mutações no gene SMCHD1 causam distrofia muscular facioscapulo-umeral, um distúrbio caracterizado pela fraqueza muscular e desperdício (atrofia) que piora lentamente ao longo do tempo. Duas formas do distúrbio foram descritas: tipo 1 (FSHD1) e tipo 2 (FSHD2). Alterações no gene SMCHD1 parecem desempenhar um papel nos dois tipos.
A proteína SMCHD1 parece desempenhar um papel no desenvolvimento normal do nariz, olhos e outras estruturas da cabeça e do rosto e parece estar envolvida na reparação do DNA danificado. No entanto, pouco se sabe sobre seus papéis nesses processos. Verificou-se que pelo menos nove mutações no gene SMCHD1 causam a síndrome de microftalmia do Bosma arhinia (BAMS). Os indivíduos com essa condição rara apresentam nariz anormalmente pequeno ou ausente (arinia), olhos invulgarmente pequenos (microftalmia) e falta de certos hormônios que direcionam o desenvolvimento sexual (hipogonadismo hipogonadotrópico).
Também foram encontradas mutações no gene SMCHD1 em indivíduos com arinia sem outras características do BAMS (descritas acima), o que é referido como arinia isolada. Os pesquisadores estão trabalhando para entender por que algumas pessoas com mutações nesse gene desenvolvem apenas arinia e outras apresentam anormalidades adicionais.

## Localização cromossômica
Localização citogenética: 18p11.32, que é o braço curto (p) do cromossomo 18 na posição 11.32